# Свети Николай и Свети Димитър (Солун)
„Свети Николай и Свети Димитър“ (на гръцки: Αγίων Νικολάου και Δημητρίου) е църква в македонския град Солун, част от Солунската епархия на Вселенската патриаршия, под управлението на Църквата на Гърция. Църквата е разположена в квартала Харилау на улица „Димитриос Мисирлис“ № 34.
Църквата e построена от руски белогвардейски бежанци през 1920 г. След Октомврийската революция от 1917 г. в Русия, около 2000 руснаци се установяват в Солун, в квартала Харилау. Общността решава да построи храм на мястото на сградите, в които в 1916 – 1917 година е разположен френският експедиционен корпус. Парцелът е купен от руската общност от компанията Харилау. Църквата няма официална дата на полагане на основния камък, нито на откриване. Построена е от самите бежанци, без участието на инженер, и няма специфичен архитектурен стил.
Има две версии за името на църквата. Едната е, че храмът е кръстен на патроните покровители на синовете на руския благодетел на общността и на църквата, лекаря Павел Ластовцев. Според втората, името е от имената на двата параклиса в руската болница в града, където днес се намира Историческият архив на Македония. След затварянето на болницата, руската общност решава да почете светиите, като запази имената им в новия храм.
По време на германската окупация през Втората световна война, в сграда в непосредствена близост до църквата, където днес е новата модерна църква „Свети Николай“, работи нелегална радиостанция, предаваща сведения на Съюзниците.
В 1983 година църквата е прехвърлена към Солунската епархия на Вселенската патриаршия, а от 1988 година става енорийски храм. В 2000 година границите на енорията са разширения. В храма има праклис „Свети Серафим Саровски“. Иконстасът е дарен в 1957 година от руския атонски манастир „Свети Пантелеймон“ заедно с икона на Свети Серафим Саровски.
В храма има част от мощите на Свети Димитър и Свети Николай, дар от енорията „Свети Панагий Басиас“ на Корфу, както и мощи от свети Харалампий.
С разходи на енорията е построена църквата „Вси солунски светии“, разположена в комплекса на Висшата духовна академия в Солун.
В 2005 година непосредствено южно от храма е положен основният камък на нова църква „Свети Николай и Свети Димитър“ по проект на Константинос Каравасилас.